# Zynovij Kovalyk
Zynovij (Zenone o Zenobio) Kovalyk (Ternopil', 18 agosto 1903 – Leopoli, giugno 1941) è stato un presbitero ucraino, appartenente alla Chiesa greco-cattolica ucraina e beatificato nel 2001 da papa Giovanni Paolo II.

## Biografia
Zynovij Kovalyk (in ucraino Зиновій Ковалик) nacque nel villaggio di Ivačiv, vicino a Ternopil' nell'Ucraina occidentale, da famiglia contadina profondamente devota.
Entrato già venticinquenne nell'ordine dei Redentoristi, studiò per qualche anno in Belgio. Rientrò poi in Ucraina, dove fu ordinato prete nel 1932.
Iniziò la sua attività pastorale viaggiando con il vescovo Mykola Čarnec'kyj per promuovere l'ecumenismo con la Chiesa ortodossa. Dopo qualche anno, si trasferì a Stanislaviv (oggi Ivano-Frankivs'k) e successivamente a Leopoli.
Era noto per essere un bravissimo predicatore. Inoltre, mentre molti sacerdoti, a causa del regime comunista, nelle omelie si limitavano a materie strettamente spirituali, padre Zenone non aveva riluttanza a condannare pubblicamente le falsità e l'ateismo che venivano propagandati nell'Unione Sovietica.
Il 20 dicembre 1940, la polizia segreta prelevò padre Zenone dal suo monastero a causa dell'omelia da lui predicata durante la festa dell'Immacolata Concezione. Era accusato di essere una spia. In prigione continuò a predicare, confessare, insegnare il catechismo.
Il 22 giugno 1941 l'esercito tedesco attaccò l'Unione Sovietica. La città di Leopoli cadde sette giorni dopo. Nel ritirarsi, l'esercito sovietico uccise 7000 detenuti delle carceri, tra cui padre Zenone Kovalyk.

## Culto
Il 24 aprile 2001, insieme ad altri Redentoristi, fu riconosciuto dalla Santa Sede come martire. Fu beatificato due mesi più tardi (il 27 giugno 2001) da papa Giovanni Paolo II, in occasione della sua visita pastorale in Ucraina.
La Chiesa cattolica lo ricorda il  30 giugno come recita il Martirologio Romano: